# Dasri
Dasri is een bestuurslaag in het regentschap Banyuwangi van de provincie Oost-Java, Indonesië. Dasri telt 6127 inwoners (volkstelling 2010).